# Joseph Clay Stiles Blackburn

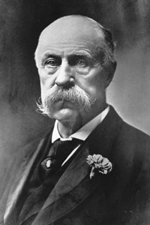
Joseph Clay Stiles Blackburn

Joseph Clay Stiles Blackburn (* 1. Oktober 1838 in Spring Station, Woodford County, Kentucky; † 12. September 1918 in Washington, D.C.) war ein US-amerikanischer Politiker (Demokratische Partei), der den Bundesstaat Kentucky in beiden Kammern des Kongresses vertrat.
Joseph Blackburn war der jüngere Bruder von Luke P. Blackburn, der von 1879 bis 1883 als Gouverneur von Kentucky amtierte. Nach dem Schulbesuch in Frankfort machte er 1857 seinen Abschluss am Centre College in Danville. Er studierte Jura in Lexington und wurde 1858 in die Anwaltskammer aufgenommen. Bis 1860 arbeitete er als Jurist in Chicago, ehe er nach Kentucky zurückkehrte und der Konföderiertenarmee beitrat. Am Ende des Sezessionskrieges bekleidete er den Rang eines Lieutenant Colonel.
Nach dem Krieg ließ Blackburn sich in Arkansas nieder, wo er im Desha County als Anwalt und Pflanzer tätig wurde. 1868 zog er wieder nach Kentucky und eröffnete eine Anwaltspraxis in Versailles.
Von 1871 bis 1875 gehörte Joseph Blackburn dem Repräsentantenhaus von Kentucky an, ehe er ins US-Repräsentantenhaus gewählt wurde, wo er vom 4. März 1875 bis zum 3. März 1885 verblieb und Vorsitzender mehrerer Ausschüsse war. Danach wechselte er innerhalb des Kongresses in den Senat. Nach einer Wiederwahl im Jahr 1890 war er Senator bis zum 3. März 1897; der Versuch einer erneuten Wiederwahl misslang 1896. Im Jahr 1900 schaffte er dann bei der Wahl für den zweiten Senatssitz des Staates die Rückkehr in dieses Gremium; 1906 folgte die erneute Abwahl. Während seiner Zeit in Washington machte sich Blackburn auch auf nationaler Ebene einen Namen und wurde zum Kreis der möglichen Kandidaten bei der Präsidentschaftswahl 1896 gezählt.
US-Präsident Theodore Roosevelt berief Blackburn am 1. April 1907 zum Gouverneur der Panamakanalzone. Dieses Amt füllte er bis zu seinem Rücktritt im November 1909 aus.